# Wanna Sitthai
Wanna Sitthai – tajski zapaśnik w stylu wolnym.
Brązowy medalista igrzysk Azji Południowo-Wschodniej w 2011 roku. Piąty na mistrzostwach Azji kadetów w 2007 roku.